# فرودگاه منطقه‌ای شهرستانی کلارکسویل-مونتگومری
فرودگاه منطقه‌ای شهرستانی کلارکسویل-مونتگومری (به انگلیسی: Clarksville-Montgomery County Regional Airport) (به زبان بومی: John F. Outlaw Field) یک فرودگاه همگانی بهره‌برداری هوایی با کد یاتا CKV است که یک باند فرود آسفالت دارد و طول باند آن ۱۸۲۹ متر است. این فرودگاه در کشور ایالات متحده آمریکا قرار دارد و در ارتفاع ۱۶۸ متری از سطح دریا واقع شده‌است.